# 의정부초등학교
의정부초등학교는 대한민국 경기도 의정부시 신곡동에 있는 공립 초등학교이다.

## 학교 연혁
- 1945년 8월 15일 해방, 일본인 심상소학교 접수
- 1945년 9월 30일 의정부국민학교 개교(6학급)
- 1945년 9월 30일 초대 유만석 교장 취임
- 1947년 3월 2일 제1회 졸업식
- 1950년 6월 27일 6·25사변으로 교사 전소
- 1950년 10월 10일 양주국민학교와 합동으로 수업 개시
- 1987년 3월 1일 특수학급 1학급 신설
- 1996년 3월 1일 특수학급 1학급 증설(2학급)
- 1996년 3월 1일 의정부초등학교로 개명
- 2012년 3월 1일 혁신학교 지정교
- 2014년 2월 14일 제69회 졸업식(총 15,656명 졸업)
- 2014년 3월 1일 27학급 편성(특수학급 1학급)
- 2014년 9월 1일 제23대 이태열 교장 취임
- 2020년 제24대 양성욱 교장 취임